# Grendelbruch
Grendelbruch ist eine französische Gemeinde mit 1.224 Einwohnern (Stand 1. Januar 2021) im Département Bas-Rhin in der Region Grand Est (bis 2015 Elsass). Sie gehört zum Arrondissement Molsheim und zum Gemeindeverband Portes de Rosheim.

## Geographie
Die Gemeinde Grendelbruch liegt in den Vogesen an der Magel, einem Nebenfluss der Breusch, etwa 40 Kilometer westsüdwestlich von Straßburg.

## Geschichte
Von 1871 bis zum Ende des Ersten Weltkrieges gehörte Grendelbruch als Teil des Reichslandes Elsaß-Lothringen zum Deutschen Reich und war dem Kreis Molsheim im Bezirk Unterelsaß zugeordnet.

## Bevölkerungsentwicklung
| Jahr                       | 1910 | 1962 | 1968 | 1975 | 1982 | 1990 | 1999 | 2006 | 2012 | 2021 |
| -------------------------- | ---- | ---- | ---- | ---- | ---- | ---- | ---- | ---- | ---- | ---- |
| Einwohner                  | 1252 | 1017 | 1062 | 1004 | 953  | 918  | 1127 | 1228 | 1265 | 1224 |
| Quellen: Cassini und INSEE |      |      |      |      |      |      |      |      |      |      |

## Sehenswürdigkeiten

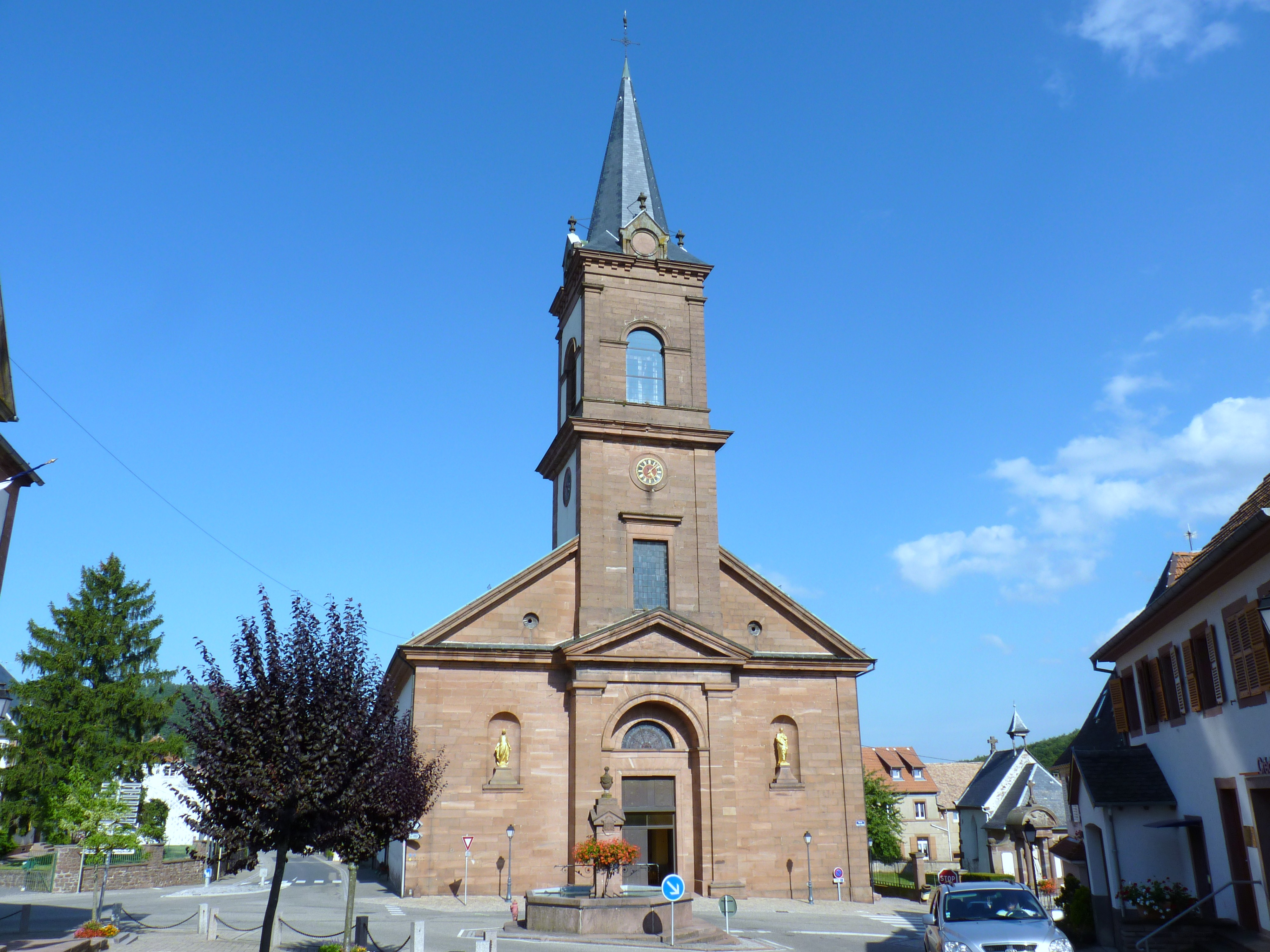
Kirche Saint-Philippe & Saint-Jacques
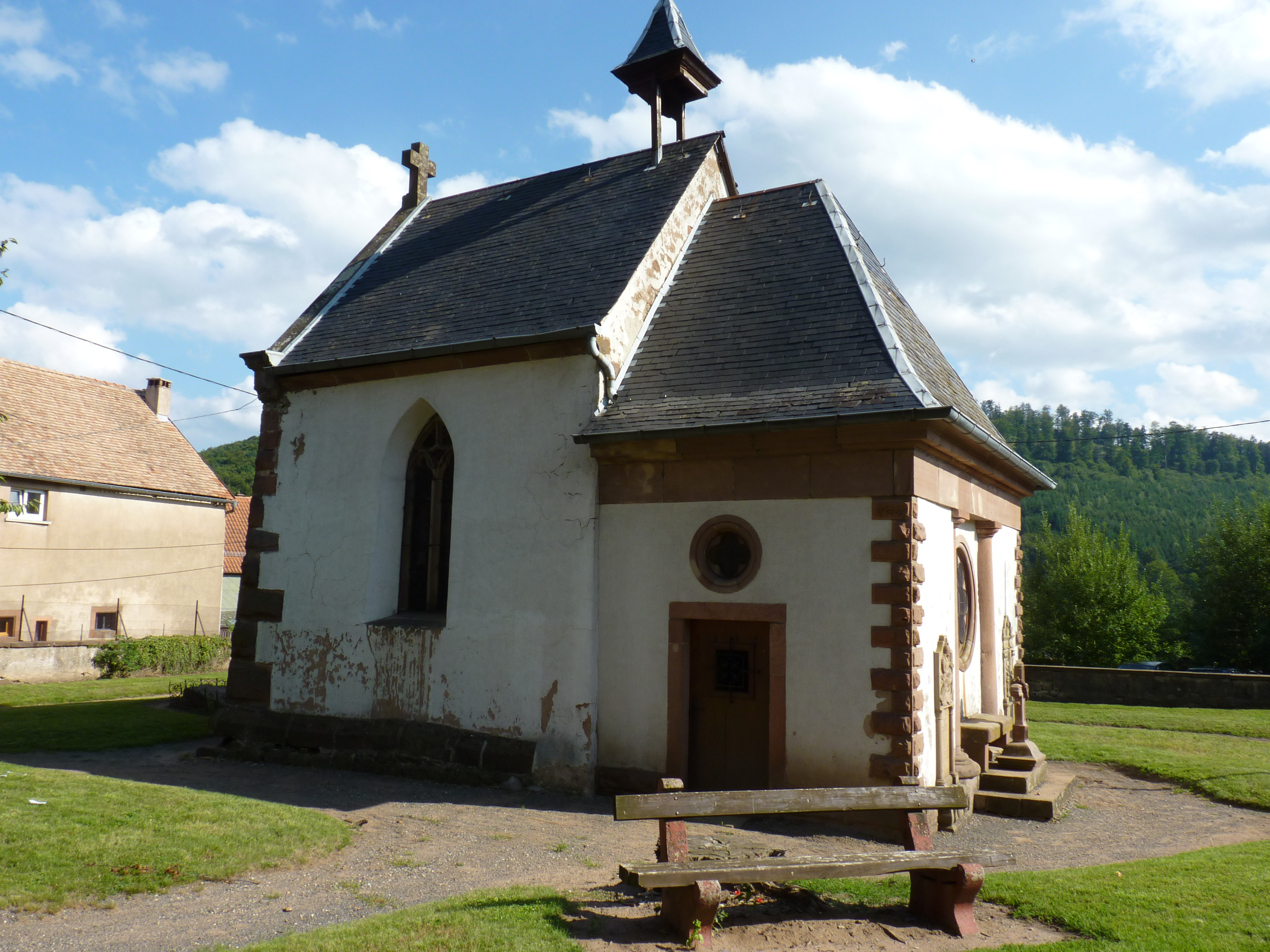
Saint-Philippe & Saint-Jacques
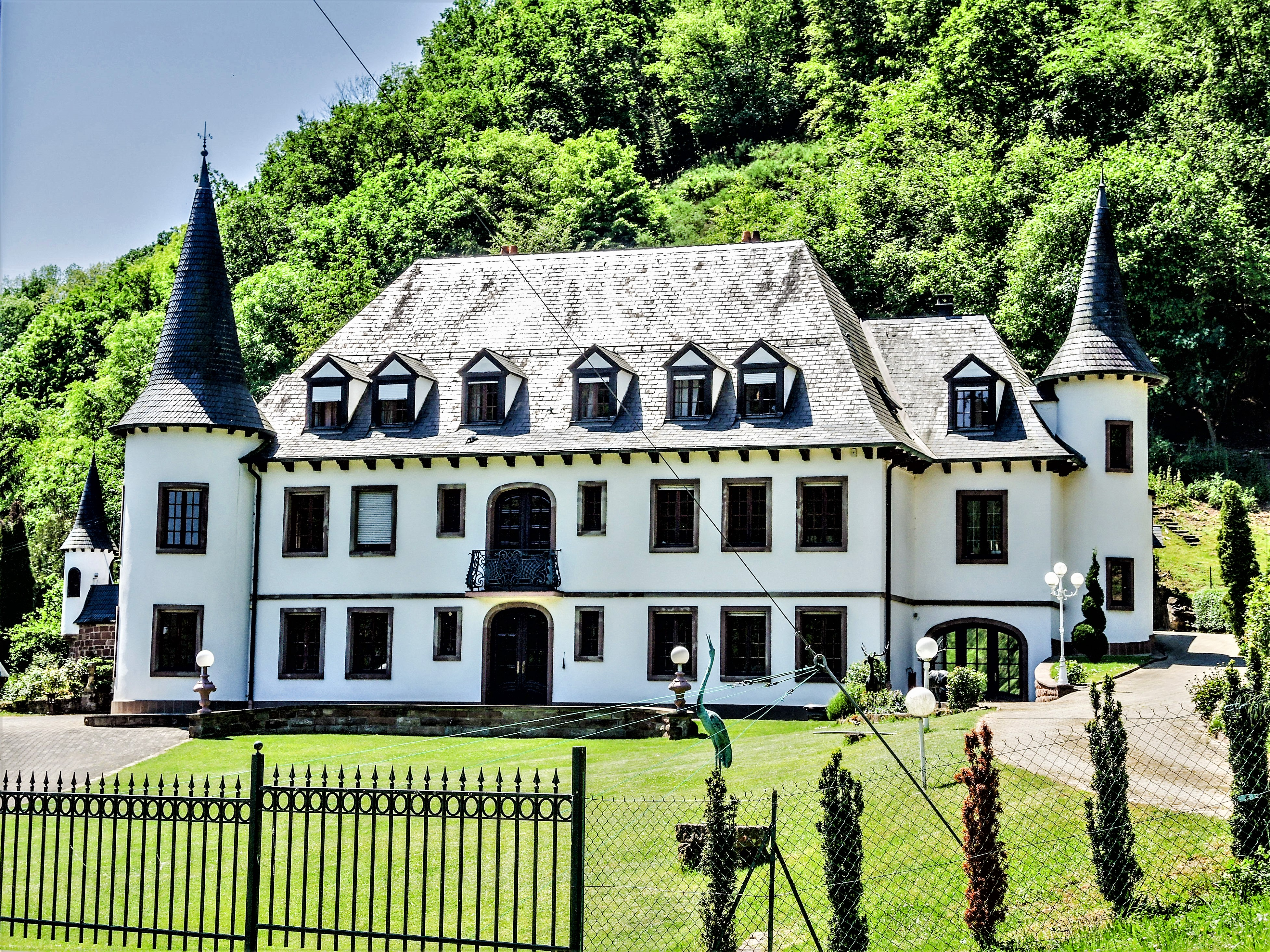
Schloss
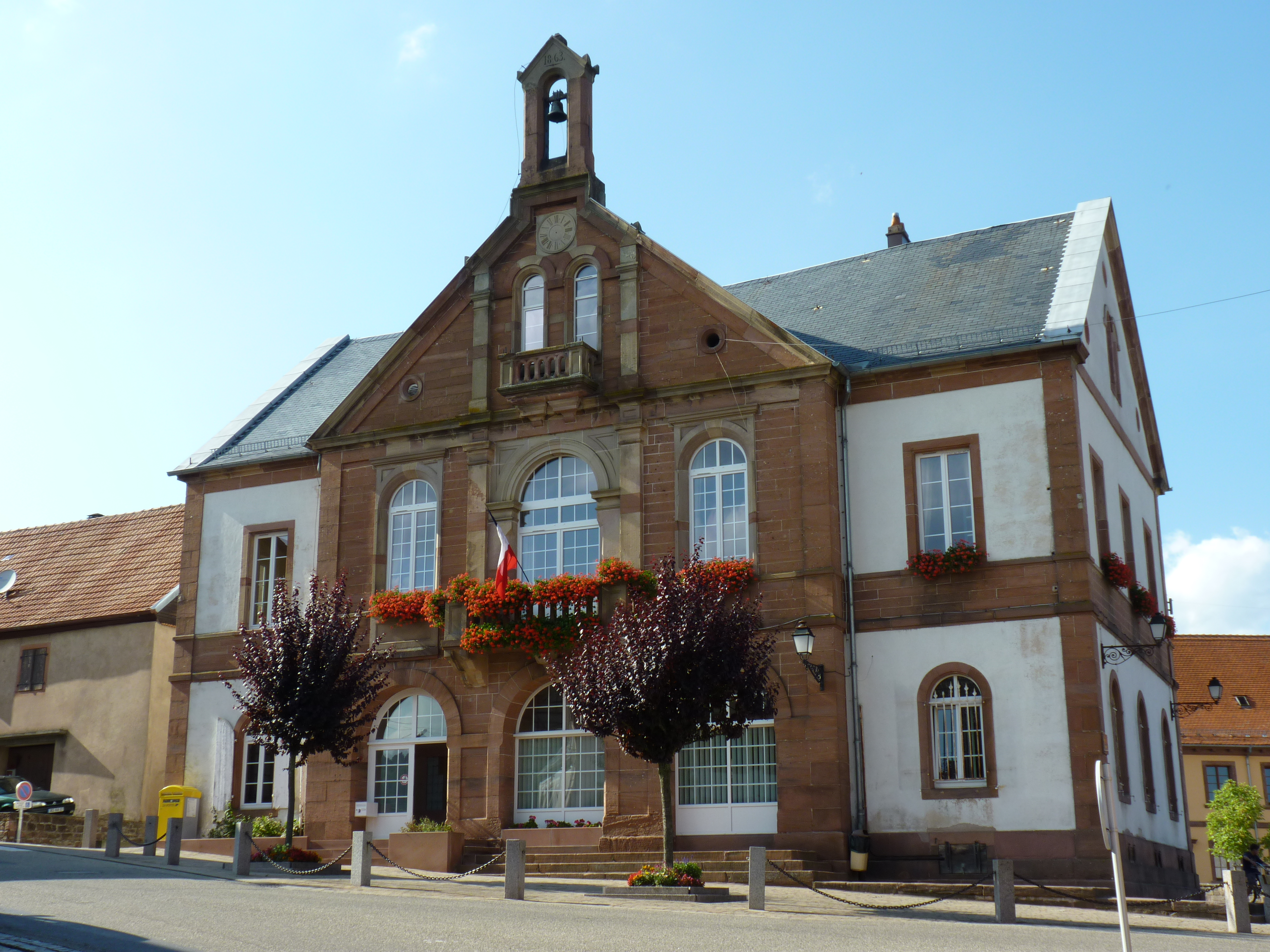
Rathaus (mairie)
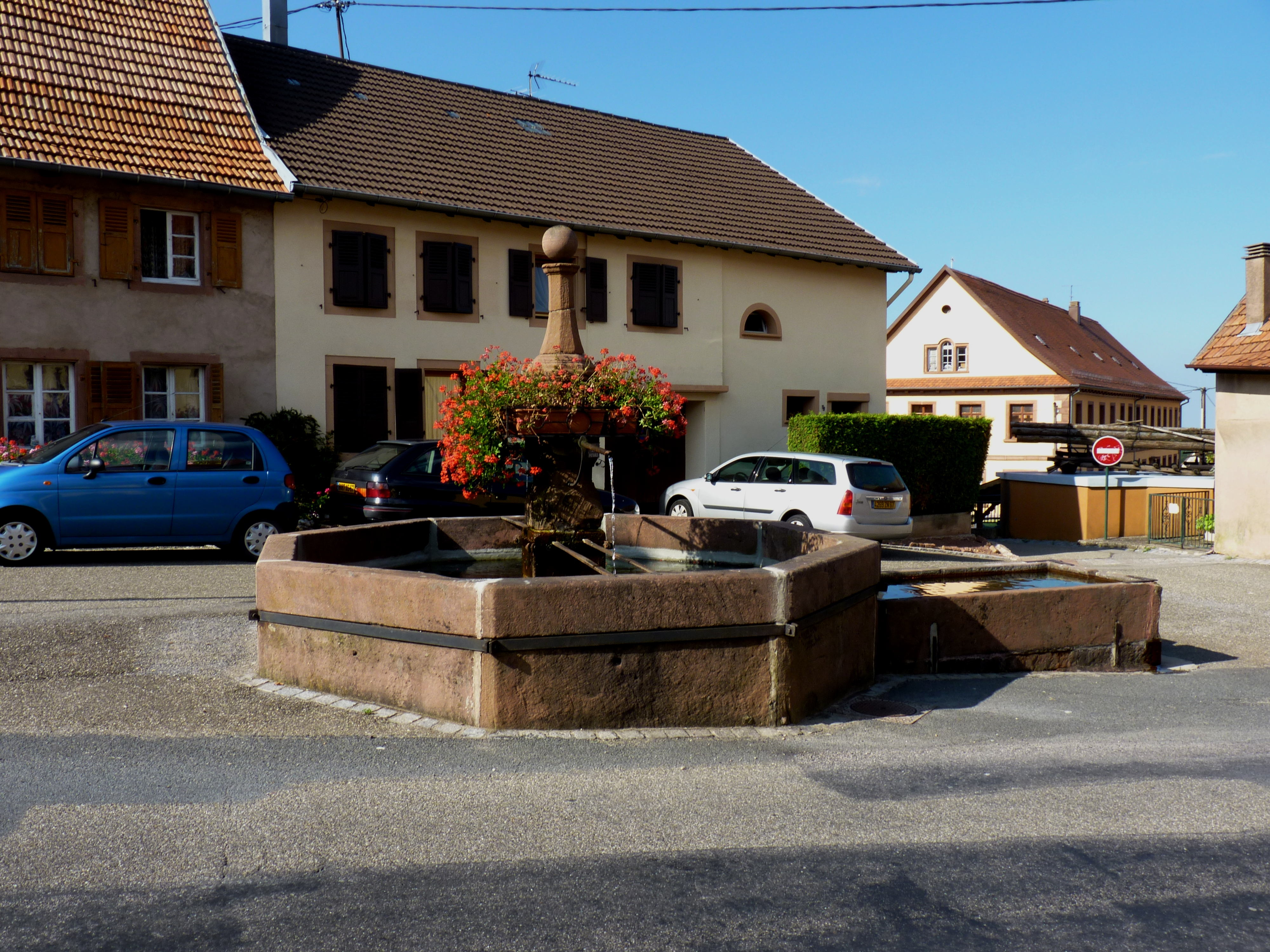
Einer der Brunnen in Grendelbruch
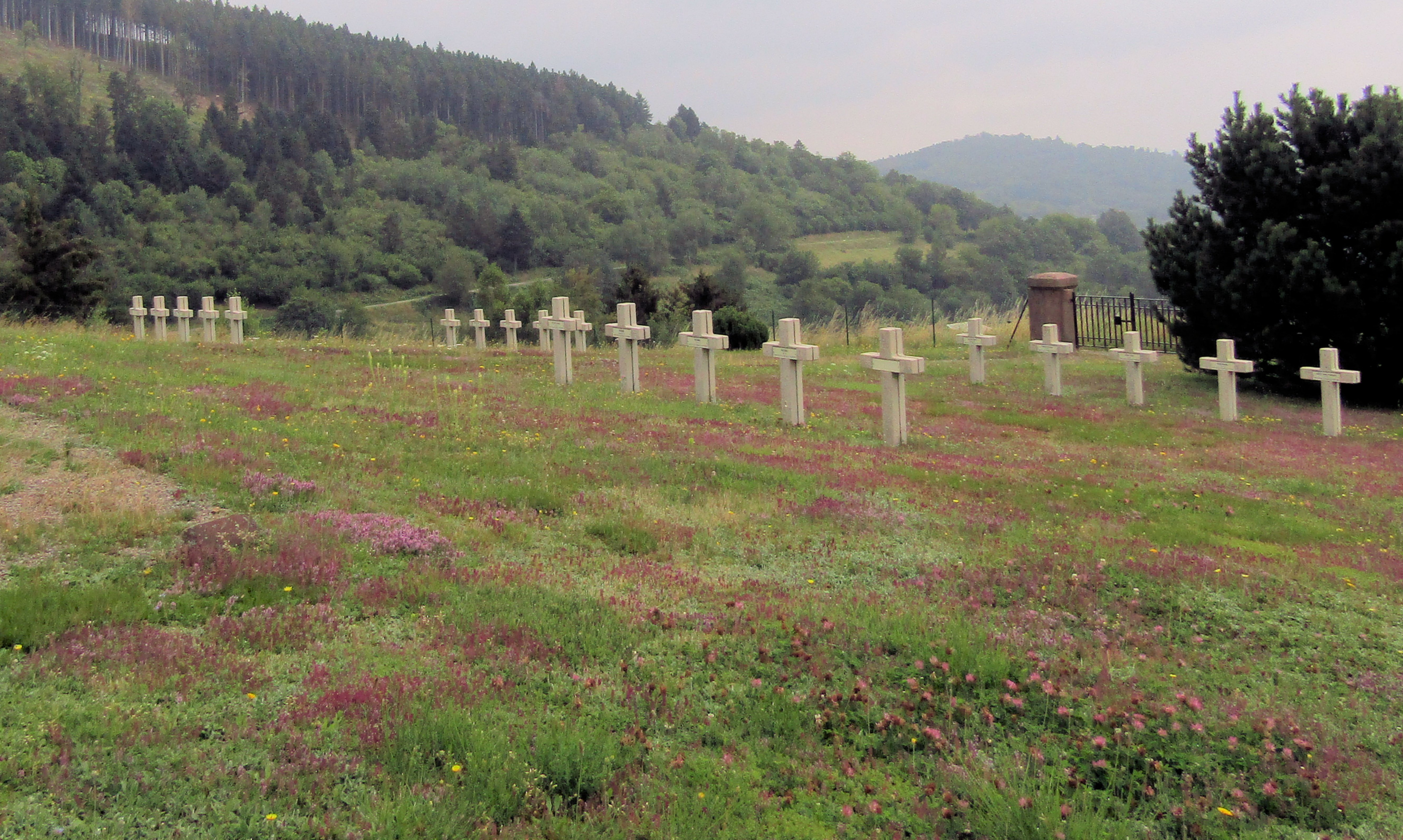
Nationale Kriegsgräberstätte (Nécropole nationale)
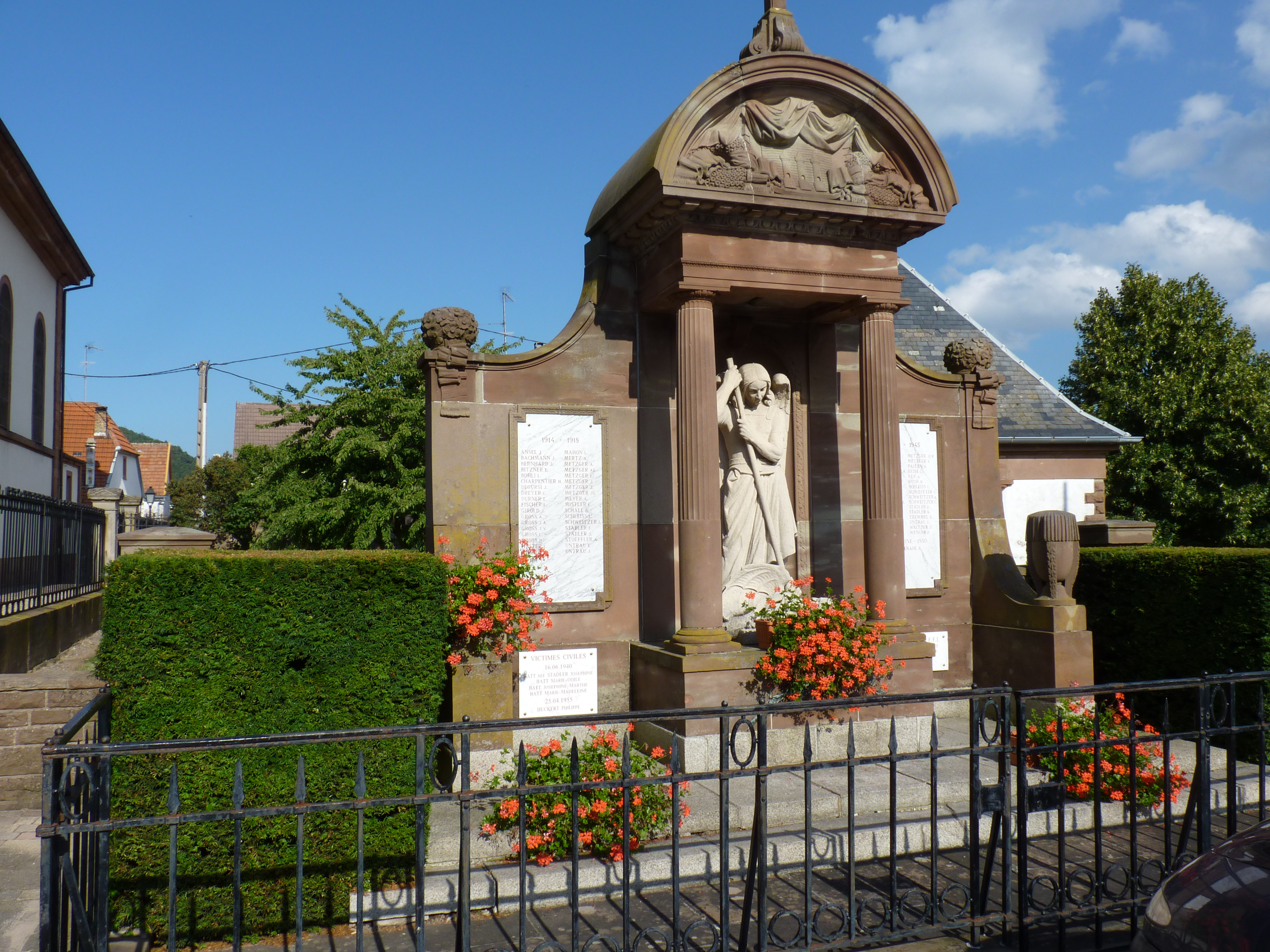
Gefallenendenkmal

- Soldatenfriedhof
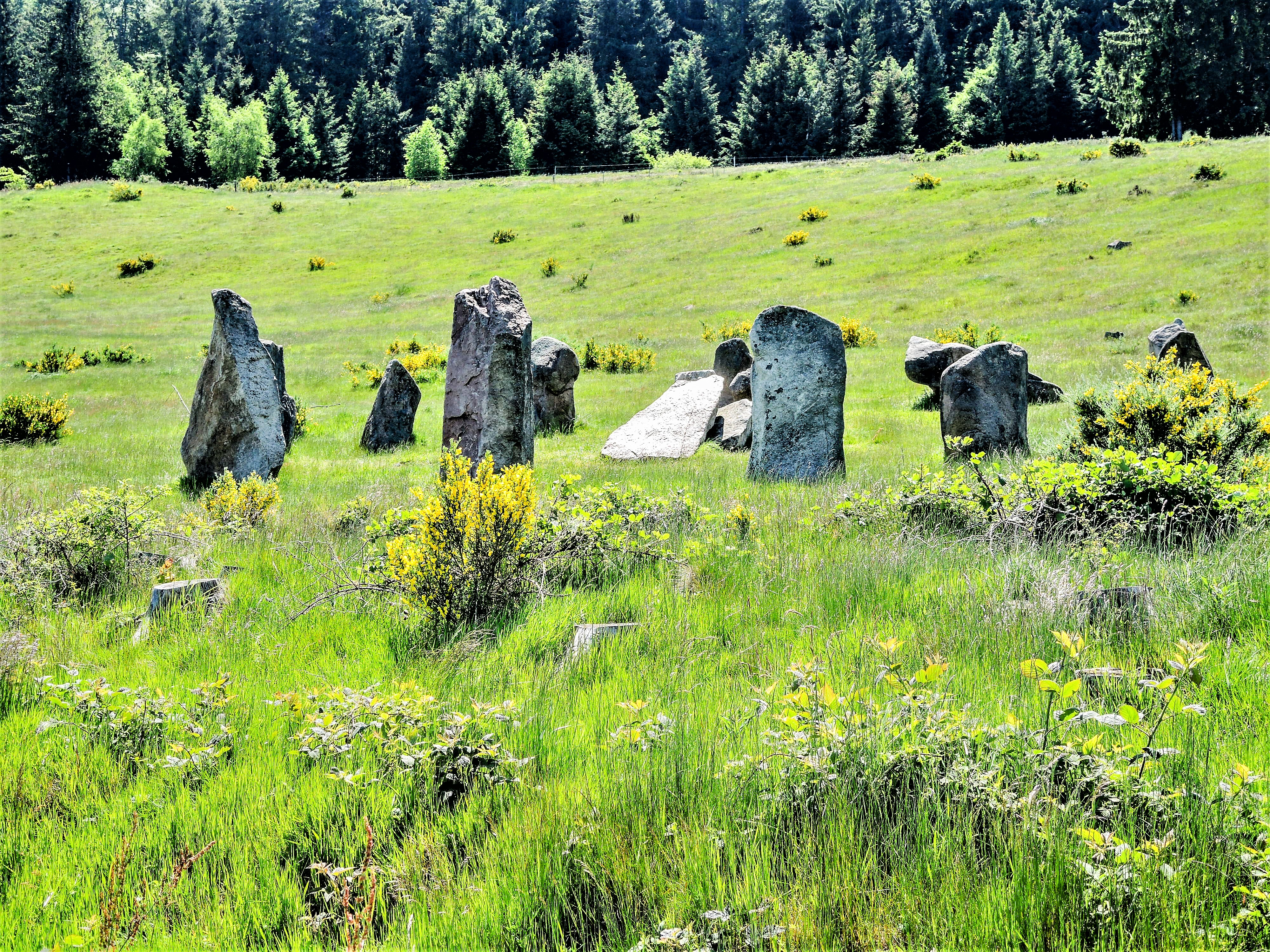
Steinkreis

- Kirche Saint-Philippe & Saint-Jacques
- Saint-Philippe & Saint-Jacques
- Schloss Grendelbruch
- Rathaus (mairie)
- Einer der Brunnen in Grendelbruch
- Nationale Kriegsgräberstätte (Nécropole nationale)
- Gefallenendenkmal
- Steinkreis